# Lech Wałęsa
Lech Wałęsa [ˈlɛɣ vaˈwɛnsa]ⓘ (Popowo, voivodato de Cuyavia y Pomerania, 29 de septiembre de 1943) es un político polaco, antiguo sindicalista y activista de los derechos humanos. Fue cofundador de Solidaridad, el primer sindicato independiente en el Bloque del Este, ganó el Premio Nobel de la Paz en 1983,  y fue presidente de Polonia de 1990 a 1995, siendo sucedido por Aleksander Kwaśniewski.

## Biografía
Lech Wałęsa nació el 29 de septiembre de 1943 en Popowo, Polonia, hijo de un carpintero. Estudió primaria y formación profesional antes de entrar en el Astillero Lenin, en Gdańsk, como técnico electricista en 1967. En 1969 se casó con Danuta Gołoś, y la pareja tuvo ocho hijos.
Fue miembro del comité ilegal de huelga en el astillero de Gdańsk en 1970. Tras el sangriento final de la huelga, en la que resultaron muertos alrededor de 80 trabajadores por la policía antidisturbios, Wałęsa fue detenido y condenado por «comportamiento antisocial», pasando un año en prisión.
A causa de razones político partidarias, se han hecho muchas acusaciones a gran parte de los políticos de Polonia, incluso una publicación editada por el Instituto de Memoria Nacional Polaca en 2008, aseguraba que Walesa había colaborado con los servicios secretos comunistas polacos en los años setenta, antes de pasar a la oposición.
En 1978 junto a Andrzej Gwiazda y Aleksander Hall, organizó el movimiento clandestino Sindicato libre de Pomerania (Wolne Związki Zawodowe Wybrzeża). Fue detenido varias veces en 1979 por desarrollar una organización «anti-estado», pero no fue declarado culpable en el juicio y fue liberado a principios de 1980, tras lo cual volvió al astillero de Gdańsk.

## Líder sindical

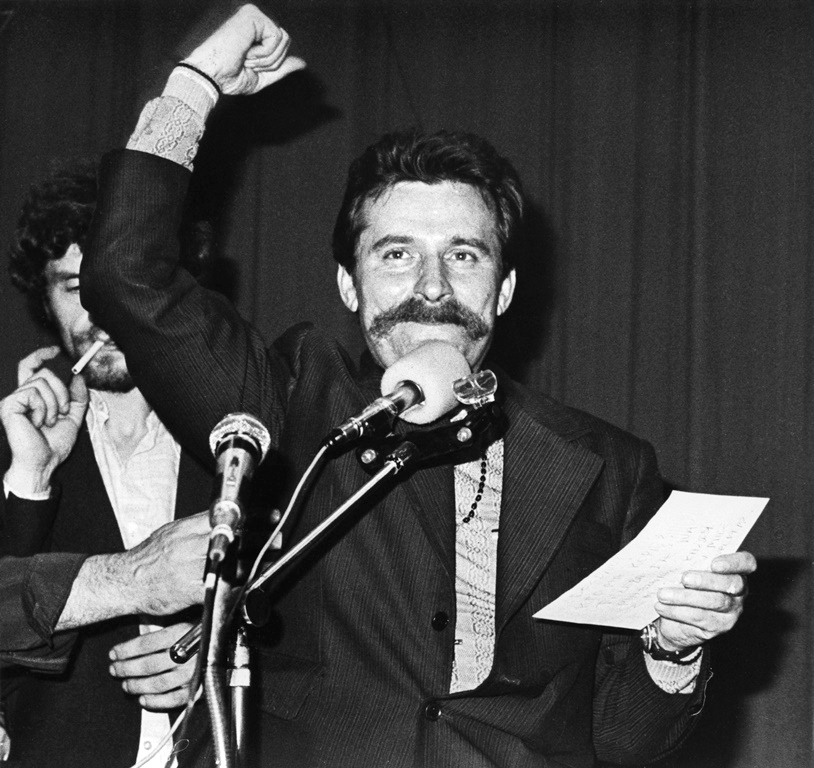
Wałęsa en 1980

El 14 de agosto de 1980, tras el comienzo de una huelga laboral en el Astillero Lenin de Gdańsk, Wałęsa escaló su muro ilegalmente y se convirtió en líder de la huelga. Esta huelga fue seguida de forma espontánea por otras, por toda Polonia. Varios días después detuvo a los trabajadores que querían dejar el astillero de Gdańsk y los persuadió para organizar el Comité de Coordinación de Huelga (Międzyzakładowy Komitet Strajkowy) para dirigir y apoyar la huelga general espontánea en Polonia.
En septiembre de ese año, el gobierno comunista firmó y acordó con el Comité de Coordinación de Huelga permitir la legalización de la organización, pero no sindicatos realmente libres. El Comité de Coordinación de Huelga se legalizó como Comité de Coordinación Nacional del Sindicato Libre Solidaridad, y Wałęsa fue elegido presidente de ese comité.
Wałęsa permaneció en ese puesto hasta diciembre de 1981, cuando el primer ministro Wojciech Jaruzelski declaró la ley marcial. Fue encarcelado durante 11 meses en el sureste de Polonia, cerca de la frontera con la Unión Soviética hasta el 14 de noviembre de 1982.
En 1983 solicitó volver al Astillero de Gdańsk, a su antiguo puesto de electricista. Mientras fue tratado formalmente como un «simple empleado», estuvo prácticamente bajo arresto domiciliario hasta 1987. También en 1983 recibió el Premio Nobel de la Paz. No pudo recoger el premio por sí mismo, por miedo a que el gobierno no le dejase volver. Su mujer, Danuta Wałęsa, recibió el premio en su lugar. Wałęsa donó el importe del premio al movimiento Solidaridad, temporalmente exiliado, y con sede en Bruselas. La decisión de otorgarle el Premio Nobel de la Paz no ha carecido de polémica para los comunistas, ya que por algunos es considerado que Wałęsa contribuyó a la desestabilización política y económica de Polonia en su lucha contra el régimen comunista.
Después de ocho días, el gobierno accedió a entrar en conversaciones en una mesa redonda en septiembre. Wałęsa fue el líder informal del lado no gubernamental durante estas conversaciones. En ellas, el gobierno firmó y aceptó el restablecimiento del sindicato Solidaridad y organizar elecciones «semi-libres» al parlamento de Polonia.
En 1989 Wałęsa organizó y lideró el Comité Ciudadano del Presidente del Sindicato Solidaridad siendo únicamente un cuerpo de asesores, pero en la práctica era un tipo de partido político, que ganó las elecciones parlamentarias de 1989. (La oposición tomó todos los escaños del Sejm y todos menos uno de los escaños del recientemente restablecido Senado; de acuerdo con los Acuerdos de la Mesa Redonda solo los miembros del Partido Comunista y sus aliados podían ocupar el restante 64% de los escaños del Sejm).
Mientras que técnicamente era únicamente el presidente del Sindicato Solidaridad, Wałęsa tenía un papel clave en la política polaca. A finales de 1989 persuadió a líderes de aliados formales de los comunistas para formar una coalición gubernamental no comunista, que sería el primer gobierno no comunista en la esfera de influencia del bloque soviético. Después de este acuerdo, para gran sorpresa del Partido Comunista, el parlamento eligió a Tadeusz Mazowiecki como primer ministro de Polonia. Así, Polonia, que seguía siendo en teoría un país comunista, empezó a cambiar su economía a un sistema de libre mercado. No obstante, su jefatura se vio marcada por una crisis económica que propició la derrota del carismático líder y llevó al poder al antiguo político comunista Aleksander Kwaśniewski.

## Presidente de Polonia (1990-1995)

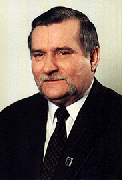
Wałęsa durante su presidencia

El 9 de diciembre de 1990, Wałęsa ganó las elecciones presidenciales y se convirtió en presidente de Polonia para los siguientes cinco años. Durante su presidencia, empezó una llamada «guerra en la cabeza» que prácticamente suponía un cambio de gobierno anual. Según sus detractores, en este periodo Wałęsa sustrajo miles de documentos secretos del Ministerio del Interior de la RPP con información sobre sus actividades durante la década de 1980; algunos expertos en el tema han afirmado tener pruebas de que los archivos nunca fueron devueltos y de que el antiguo líder de Solidaridad trabajaba para los servicios de inteligencia occidental bajo seudónimo de «Bolek»; un comunista desertor, pero los defensores de Walesa niegan tales acusaciones y otros remiten a la intrincada política interior en Polonia como causa de estas acusaciones.
En 1993 dijo desvincularse totalmente del movimiento Solidaridad, luego de que no le permitieran crear un nuevo movimiento de cara a los comicios de septiembre de ese año. Bajo su presidencia Polonia cambió completamente, de un régimen comunista bajo la influencia de la Unión Soviética a un país capitalista llevó adelante el cierre de empresas estatales y un fuerte plan de reajuste financiero y monetario, que disparó una escalada en los precios y la hiperinflación.
La actitud de Walesa tuvo su manifestación más sonada el 5 de junio de 1992 cuando obligó a dimitir al primer ministro Jan Olszewski, que dirigía un gobierno de coalición de centristas, agrarios y nacional-católicos desde diciembre de 1991 cuando este acusó a Walesa de preparar un golpe de Estado con la implicación de un sector del Ejército.Sumado a varios actos de corrupción protagonizado por ministros y familiares de Walesa. Polonia era un caso ejemplar de transición hacia la economía de mercado. A 1995 Polonia ocupaba el penúltimo lugar entre 30 países en pobreza infantil y el cuarto en desigualdad del ingreso; el 10% más rico de la población obtuvo una mayor proporción del ingreso de mercado y pagó una proporción menor de la carga tributaria que en cualquier otro estado de la OCDE. Las privatizaciones afectaron con más fuerza a los sectores sociales (pensiones, atención sanitaria y educación), mientras el apoyo estatal se extendió a las empresas privadas pero no a los ciudadanos. La primera consecuencia fue la drástica devaluación del zloty (la moneda nacional) aproximadamente entre un 25% y un 30% en un lapso de seis meses – y el desplome de los salarios polacos. En 14 meses ue el desempleo subió del 3.99% al 12.8% desde la crisis. Cuando el líder del sindicato Solidaridad, Lech Walesa, fue elegido presidente en 1990, el país cayó en una crisis económica y financiera. El abastecimiento energético básico  atravesó graves dificultades en los años noventa. Tras la liberalización económica la producción siderúrgica se estancó y declinó un 73 por ciento en el período 1990-1994 que junto con el cierre de fábricas estatales condujo al desempleo a un millón de obreros polacos. En el área agrícola hubo un descenso de entre el 40 % y el 50 % de las cosechas de cereal, patatas, azúcar, remolacha y frutas entre 1991 y 1995, triplicando los costos alimenticios. Para finales de 1994, el PIB de se había reducido en un 7,3% en comparación con 1990, la inflación llegó a un 87%, y las reservas nacionales en oro y divisas disminuyeron en más del 70 por ciento.
Dentro de Solidaridad maniobró también contra sus críticos, como Bronislaw Geremek, cuya destitución como asesor principal del KKS consiguió, o el propio Michnik, que pudo mantenerse como director de Gazeta Wyborzca, el órgano de prensa del sindicato, por la reacción unánime de la plantilla de periodistas. El 24 de junio se dieron de baja 63 miembros destacados, entre ellos Michnik y Kuron. Walesa hizo una campaña con tintes demagógicos y autoritarios de derechas, y se presentó como un candidato providencial que borraría de un plumazo los problemas de Polonia. Sin embargo, su estilo de presidencia fue fuertemente criticado por la mayoría de los partidos políticos, y perdió mucho del apoyo público inicial a finales de 1995. El Acuerdo de Centro (PC), lanzado el 12 de mayo de 1990 por los hermanos gemelos Jaroslaw y Lech Kaczynski para apoyar las aspiraciones presidenciales de Walesa, quedó, con el 8,7% de los votos y 44 escaños, en sexto lugar en las elecciones legislativas del 27 de octubre de 1991. En las siguientes elecciones Walesa pudo, pues, seguir adelante con su aspiración presidencial. Pero el día de las elecciones solo recibió un testimonial 1,1% de los votos y se situó detrás de otros seis candidatos. Wałęsa apoyó la entrada de Polonia en la OTAN y la Unión Europea , los cuales ocurrieron después de su presidencia, en 1999 y 2004 , respectivamente. A principios de la década de 1990, propuso la creación de un sistema de seguridad subregional llamado OTAN bis. El concepto fue apoyado por movimientos de derecha y populistas en Polonia, pero obtuvo poco apoyo en el extranjero y de los vecinos de Polonia; algunos de los cuales (por ejemplo, Lituania ) lo vieron como un neoimperialismo polaco.
Wałęsa perdió las elecciones presidenciales de 1995. Después de las elecciones anunció que iría a un retiro político, pero ha permanecido activo, tratando de establecer su propio partido político. En 1997 apoyó y ayudó a organizar Acción Electoral Solidaridad (Akcja Wyborcza Solidarność), que ganó las elecciones al parlamento[cita requerida]. Sin embargo, su apoyo fue de menor significado y Wałęsa ocupó una posición muy baja en este partido. El líder real del partido y su principal organizador fue el nuevo líder del sindicato Solidaridad, Marian Krzaklewski.

### Resultados en elecciones presidenciales
- 1990: 74,25 % (segunda vuelta)
- 1995: 48,28 % (segunda vuelta)
- 2000: 1,01 % (primera vuelta)

## Vida después de la presidencia

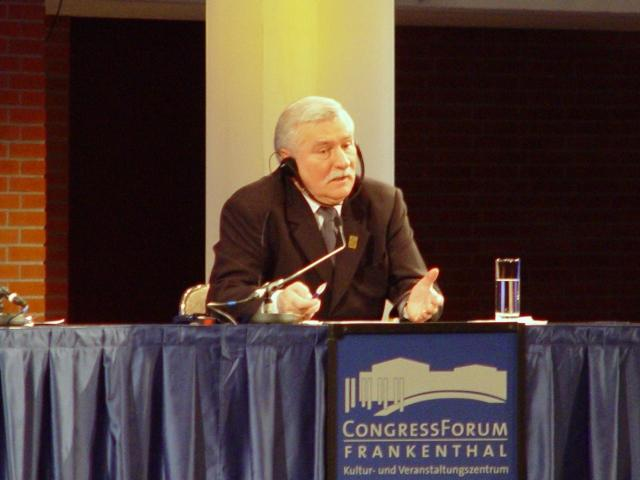
Lech Wałęsa en una conferencia

Lech Wałęsa volvió a optar a la presidencia en las elecciones de 2000, pero recibió únicamente el 1% de los votos. Muchos polacos estuvieron descontentos con el hecho de que una vez más intentará recuperar su poder político tras haber anunciado su retirada. Desde ese momento ha estado dando conferencias sobre la historia y la política de Europa Central en varias universidades extranjeras.

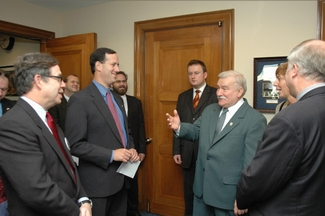
Wałęsa con el senador estadounidense Santorum

El 10 de mayo de 2004, el aeropuerto internacional de Gdańsk fue renombrado oficialmente Aeropuerto de Gdańsk-Lech Wałęsa en su honor. Su firma se ha incorporado al logotipo del aeropuerto. Hubo alguna controversia acerca de si el nombre debía escribirse Lech Walesa (sin diacríticos, pero más fácilmente reconocible en el mundo) o Lech Wałęsa (con la grafía polaca, pero más difícil de escribir o pronunciar para extranjeros). Un mes más tarde, Wałęsa acudió a los Estados Unidos representando a Polonia para los funerales de estado de Ronald Reagan.
Lech Walesa ha dejado ver en múltiples ocasiones su descontento con el rumbo político que ha tomado el país, en particular con los hermanos Kaczyński, quienes fueron sus antiguos compañeros sindicales y a quienes ha acusado de demagogos oportunistas que han llevado a Polonia en la dirección equivocada.
Además de su Premio Nobel, Wałęsa ha recibido otros premios internacionales. Ha sido distinguido con el título de doctor honoris causa, por varias universidades europeas y estadounidenses. La última, en enero de 2011, fue la Universidad Europea de Madrid, España.

### Polémica
Wałęsa es conocido por su ferviente catolicismo. El 1 de marzo de 2013, Wałęsa declaró que los diputados homosexuales deberían sentarse fuera del Parlamento, puesto que representan a una minoría. Según declararía después Lech Wałęsa: «No quiero que esta minoría, con la que no estoy de acuerdo pero que tolero, se manifieste en la calle y haga girar la cabeza a mis hijos y nietos».
Wałęsa también dijo que los homosexuales tienen poca importancia como minoría y por lo tanto tienen que «ajustarse a las cosas pequeñas», a lo que Robert Biedroń, miembro del Parlamento respondió: «Si aceptamos las reglas propuestas por Lech Wałęsa, ¿donde se sentarán los negros? Ellos también son minoría. ¿Y qué tal las personas con discapacidad?».
En 2008 Slawomir Cenckiewicz y Piotr Gontarczyk llevaron a cabo una investigación en nombre del Instituto de Memoria Histórica polaco y publicaron un libro que insinuaba sobre la colaboración de Walesa con el régimen comunista y su labor como confidente del Gobierno entre 1970 y 1972. “Bolek” (supuesto nombre en clave de Walesa) habría recibido dinero a cambio de denunciar las actividades de al menos 40 compañeros de trabajo en el astillero de Gdansk. La documentación aportada incluye recibos firmados supuestamente de puño y letra por Walesa con su nombre y apodo. En el año 2015, fue hallado en un domicilio un dosier que contenía 41 informes firmados por “Bolek” y recibos por un valor total de 11 700 zlotys.
En 2008 el gobierno de Hugo Chávez en Venezuela comunicó a Walesa que lo consideraba persona no grata y le impidió visitar a los presos políticos del país.
En 2021 a sus 78 años, enfrentó dificultades financieras agudizadas por la pandemia de COVID-19. Antes de esta crisis, se sostenía a través de su pensión y los ingresos obtenidos por conferencias y cursos de liderazgo. Sin embargo, la cancelación de estas actividades debido a la pandemia tuvo un impacto significativo en sus finanzas.
En respuesta, Wałęsa exploró nuevas oportunidades de empleo, resaltando su amplia experiencia y habilidades en diversos campos. A pesar de su notable historial como líder sindical y político, se ha visto obligado a adaptarse a las nuevas circunstancias económicas.
Este período en la vida de Wałęsa refleja desafíos similares a los de otros exlíderes políticos durante la pandemia de COVID-19. Alexander Kwasniewski, expresidente polaco, también enfrentó dificultades económicas tras su mandato, evidenciando el impacto de eventos globales como la pandemia en algunos exmandatarios.